# كيم يو-جونغ
كيم يو جونغ (بالكورية: 김여정)‏، (ولدت 26 سبتمبر 1988 -) هي الأخت الصغرى لزعيم كوريا الشمالية كيم جونغ أون. وهي أيضًا الابنة الصغرى للزعيم السابق كيم جونغ إل وحفيدة مؤسس كوريا الشمالية كم إل سونغ. وهي عضو مناوب في المكتب السياسي لحزب العمال الكوري (WPK)، ونائب مدير إدارة الدعاية والإعلام التابع لللجنة المركزية للحزب.

## الحياة العائلية
ولدت كيم يو جونغ لكيم جونغ إل وزوجته كو يونغ هي في 26 سبتمبر 1987. يقال إنها هي وشقيقها كيم جونغ أون تربطهم علاقة وثيقة، بسبب سنوات العزلة المشتركة أثناء الدراسة معًا في سويسرا من عام 1996 إلى عام 2000، وفي كوريا الشمالية، «حيث يبدو أن العزلة الاجتماعية والعاطفية كانت قوة حاسمة في حياتهم المبكرة» ربما لأن والدهم كيم جونغ إيل أراد إبعادهم عن تأثير والده كم إل سونغ. ومن المحتمل أنها درست في جامعة كم إل سونغ العسكرية بعد عودتها. كما درست علوم الكمبيوتر في جامعة كم إل سونغ حيث قيل إنها درست مع كيم يون-جيونغ، ابنة المختطف الياباني ميغومي يوكوتا.

## الحياة المهنية والعملية

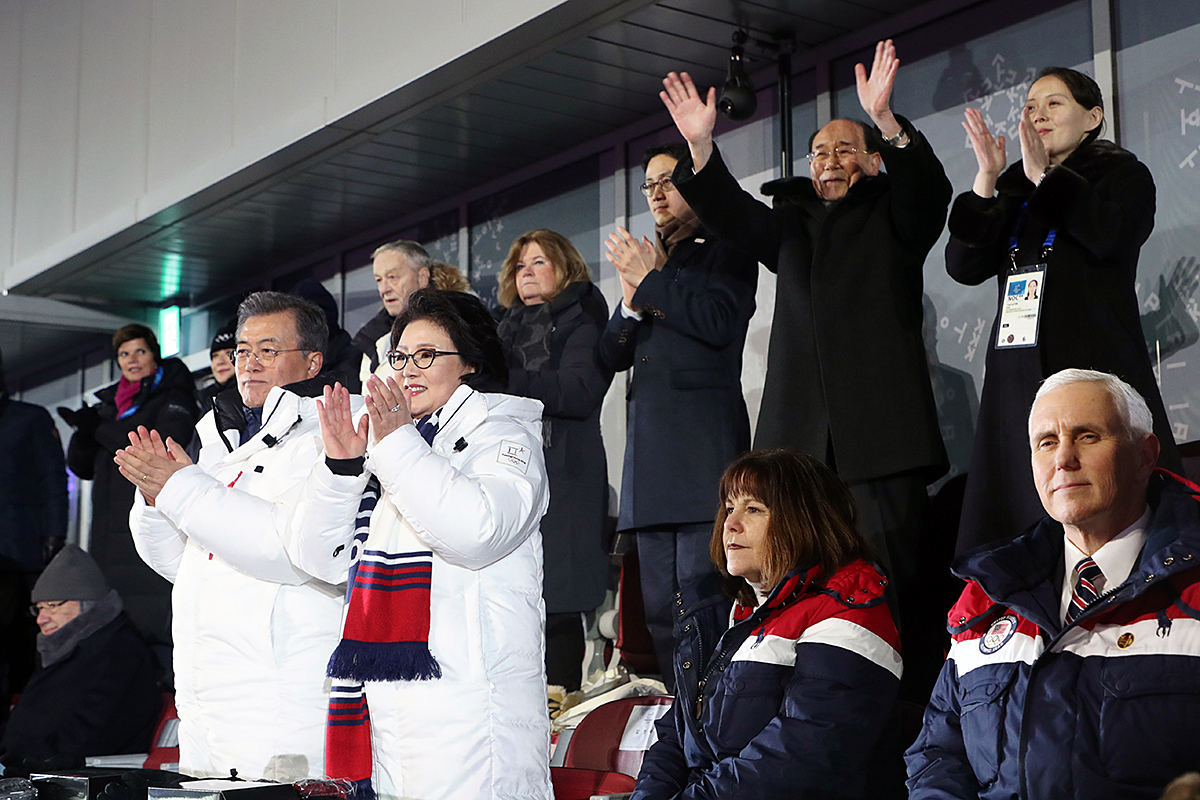
كيم يو-جونغ رئيس كوريا الجنوبية مون جاي إن ونائب الرئيس الأمريكي مايك بنس في الألعاب الأولمبية الشتوية 2018 حفل الافتتاح.

أول ظهور علني لها كان في صورة الدورة للمشاركين في الاجتماع التمثيلي الثالث لحزب عمال شوسون، وذلك في سبتمبر 2010، عندما وقفت بجانب السكرتير الشخصي لوالدها كيم أوك.
صاحب ظهورها خلال جنازة كيم جونغ إل في ديسمبر 2011، ضجة إعلامية، عندما ظهرت عدة مرات إلى جانب شقيقها كيم جونغ أون، أو في مواكب جنازة قيادية للمسؤولين المركزيين، على الرغم من أنها لم تكن حتى عضوًا في لجنة الجنازة، ولم يتم تسميتها أبداً. وبحسب ما ورد مُنحت منصبًا تحت إشراف لجنة الدفاع الوطني في بداية عام 2012 كمديرة للسياحة لـ Kim Jong-un ، لكنها لم تظهر في التقارير الإخبارية باستثناء نوفمبر 2012، عندما أظهر لها التلفزيون المركزي الكوري مرافقها جونغ أون في ساحة ركوب عسكرية. وقد تم ذكرها رسمياً لأول مرة في 9 مارس 2014 حيث رافقت شقيقها في التصويت في الجمعية الشعبية العليا. تم تعيينها ك «مسؤول كبير» باللجنة المركزية لحزب العمال الكوري.
في أكتوبر 2014، أفيد أنها ربما تكون قد تولت مهام الدولة لشقيقها المريض أثناء خضوعه للعلاج الطبي.

### قسم الدعاية والإعلام
في نوفمبر 2014، ورد أنها كانت النائب الأول لمدير دائرة الدعاية والإعلام في حزب العمال (PAD). في يوليو 2015، وبحسب تقارير أنها هي الزعيم الفعلي للقسم، ويساعدها كيم كي نام. كما أنها تشغل منصب نائب وزير، لكن حقيبتها غير معروفة. وهي ترافق بانتظام كيم جونج أون في رحلاته «للإرشاد الميداني».

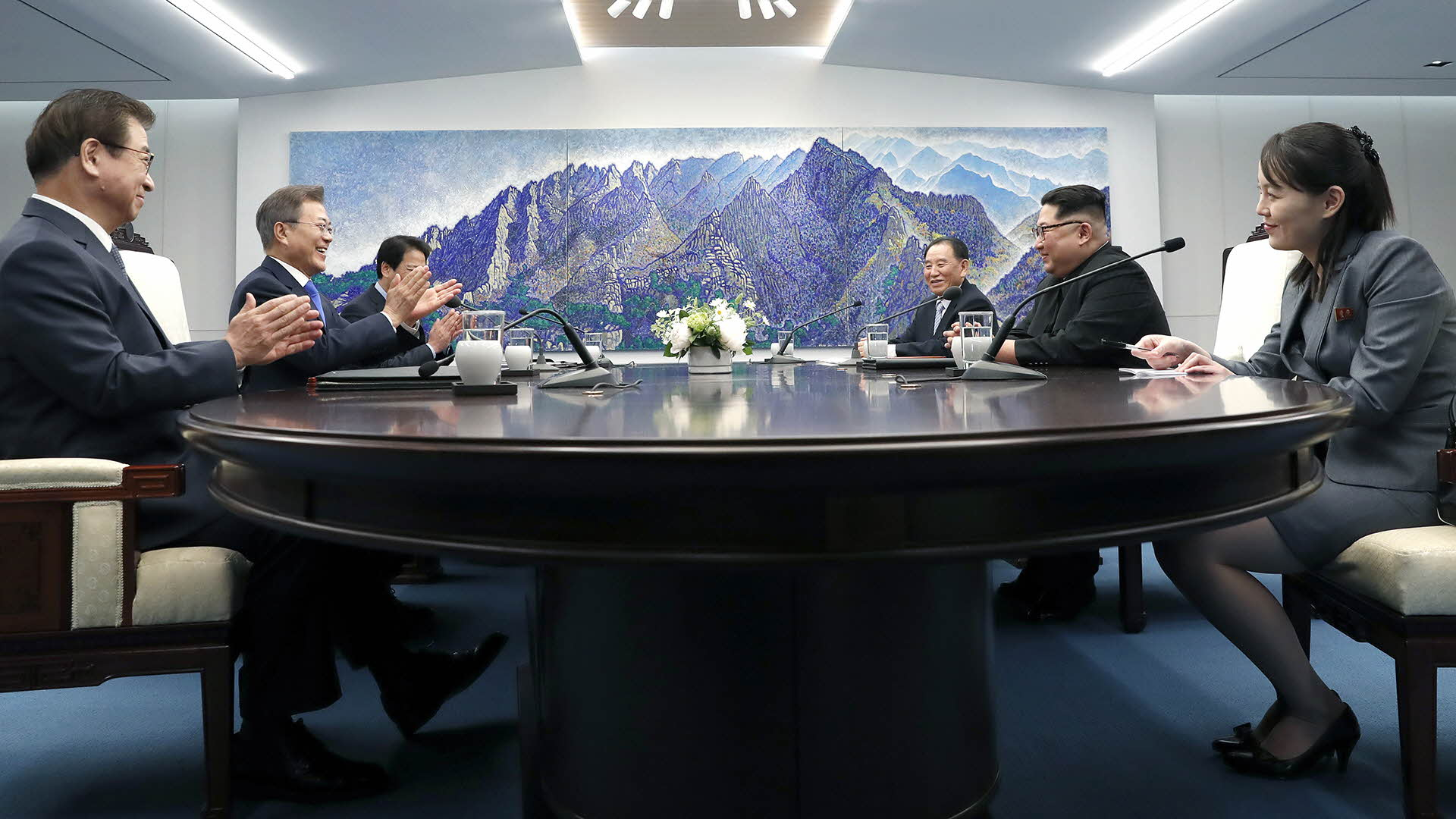
محادثات داخل بيت السلام في نيسان 2018

قيل أنها كانت القوة الدافعة وراء تطوير عبادة الشخصية الكورية الشمالية، على غرار جدها، كم إل سونغ. وهذا من شأنه أن يساعد في تفسير التغييرات في طريقة تصوير سياسات الدولة في وسائل الإعلام، وكذلك الاختلافات في التقارير. قال الدبلوماسي السابق تاي يونج هو، المنشق عن كوريا الشمالية، في عام 2017 إن كيم يو جونغ نظمت جميع الأحداث العامة الكبرى في كوريا الشمالية. وقيل إنها شجعت شقيقها على تقديم صورة عنه كـ«رجل الشعب»، من خلال قيامه بجولات في أرض الواقع، وأيضًا على سبيل المثال، صداقته مع نجم كرة السلة دينيس رودمان.
في يناير 2017، تم إدراجها في قائمة مكتب مراقبة الأصول الأجنبية في وزارة الخزانة الأمريكية المخصصة للرد على انتهاكات حقوق الإنسان في كوريا الشمالية.
في عام 2017، أصبحت كيم يو جونغ عضوًا مناوبًا في المكتب السياسي، وهي ثاني امرأة فقط يتم تعيينها في هيئة صنع القرار هذه. كما كان يُتوقع سابقًا، قد يشير صعودها إلى الهيئة الإدارية العليا للبلاد إلى أنها ستستبدل كيم جونغ أون بكم كيونغ هي (التي يقال أن كيم يو جونغ تربطها بها علاقة جيدة)  والتي لم تلعب دورًا نشطًا في الحزب. كما تم التلميح إلى أن منصبها الذي تم تعيينه حديثًا سيجعلها أيضًا مسؤولة عن إدارة أمن الدولة.
في 9 فبراير 2018، حضرت كيم يو جونغ حفل افتتاح الألعاب الأولمبية الشتوية 2018 في بيونغتشانغ، كوريا الجنوبية. كانت هذه هي المرة الأولى التي زار فيها أحد أعضاء أسرة كيم الحاكمة كوريا الجنوبية منذ الحرب الكورية. حضرت الاجتماع مع الرئيس الكوري الجنوبي مون جاي إن في 10 فبراير، وصرحت أنها أرسلت كمبعوث خاص لكيم جونغ أون وسلمت رسالة مكتوبة شخصيا من كيم إلى مون. كانت كيم في وقت لاحق جزءًا من فريق شقيقها خلال قمة كوريا الشمالية والولايات المتحدة لعام 2018 في سنغافورة  وقمة هانوي بين كوريا الشمالية والولايات المتحدة لعام 2019. استمرت مشاركتها في الشؤون الدبلوماسية حيث أصدرت بيانًا رسميًا في مارس 2020 بصفتها النائب الأول لمدير إدارة الحزب.
وفقا لكيم يونج هيون، أستاذ دراسات كوريا الشمالية في جامعة دونجوك في سيول، وآخرون، فإن الترويج لكيم يو جونغ وآخرين هو علامة على أن «نظام كيم جونغ أون قد أنهى تعايشه مع بقايا نظام كيم جونغ إيل السابق من خلال إجراء استبدال أجيال في المناصب الرئيسية للحزب».
تم انتخاب كيم في الجمعية الشعبية العليا خلال الانتخابات البرلمانية الكورية الشمالية لعام 2019،  ممثلاً لـ Killimgil . في أبريل من نفس العام، تم إزالتها لفترة وجيزة من المكتب السياسي للحزب، قبل إعادتها في أبريل 2020.
في أبريل 2020، دفعت الشائعات حول اعتلال صحة كيم جونغ أون إلى التركيز عليها كزعيمة محتملة لقيادة الحكم في كوريا الشمالية.